# دانشکده مهندسی صنایع دانشگاه صنعتی امیرکبیر

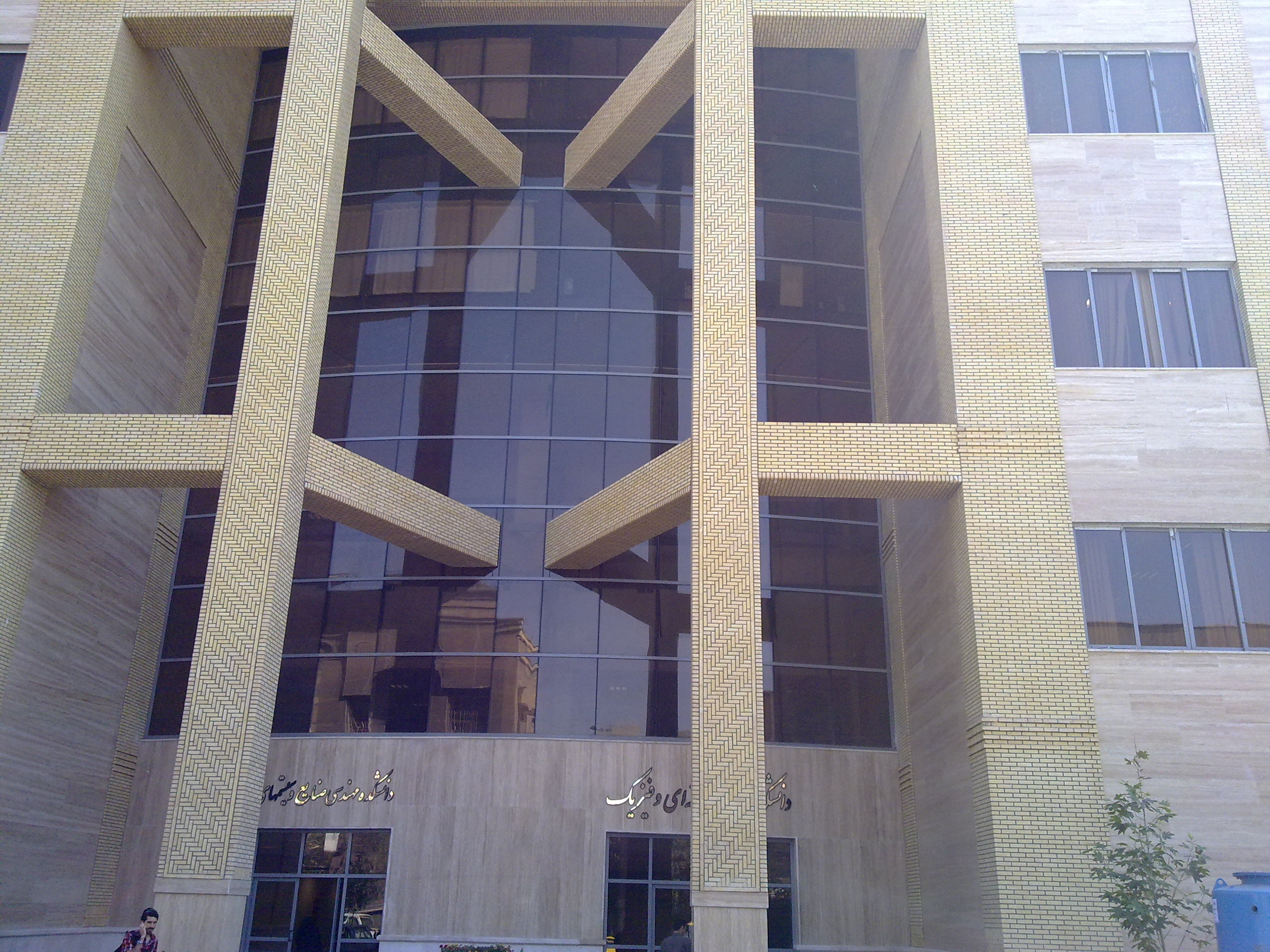
ساختمان دانشکده مهندسی صنایع (چپ)

## تاریخچهٔ دانشکده
در سال ۱۳۵۵ گروه مستقلی تحت عنوان مهندسی صنایع در دانشگاه صنعتی امیرکبیر تشکیل شد و اولین گروه فارغ‌التحصیلان دانشکدهٔ مهندسی صنایع پلی‌تکنیک در سال ۱۳۶۲ وارد جامعهٔ صنعتی کشور گردید.
از سال ۱۳۶۷ پذیرش دانشجو در دورهٔ کارشناسی ارشد با دو گرایش مهندسی و مدیریت صنایع آغاز گردید و در سال ۱۳۶۸ گرایش جدیدی در دورهٔ کارشناسی ارشد تحت عنوان «برنامه‌ریزی سیستم‌ها» ایجاد گردید. در سال ۱۳۷۰ به لحاظ اهمیت و لزوم ارتباط قوی و منسجم دانشگاه با صنعت و انجام تحقیقات و مطالعات، «مرکز تحقیقات مهندسی صنایع و بهره‌وری» تأسیس گردید. مهرماه ۷۳ پذیرش دانشجوی دکترا در دانشکده آغاز گردید. مهر ماه ۷۴ پذیرش دانشجوی کارشناسی ارشد در گرایش «مهندسی سیستم‌های اقتصادی-اجتماعی» آغاز شد. «مهندسی مالی»، «مدیریت نوآوری و تکنولوژی» و «مهندسی لجستیک و زنجیرهٔ تأمین» از گرایش‌های جدید رشتهٔ مهندسی صنایع در مقطع کارشناسی ارشد می‌باشند.
از ابتدای سال تحصیلی ۹۰–۱۳۸۹، ساختمان دانشکده، به ساختمان جدید آن واقع در خیابان سعید منتقل شد.
پروفسور محمد حسین سلیمی نمین(۱۳۸۶–۱۳۲۳)، بنیان‌گذار نوآوری نظام یافته در ایران و رئیس پیشین دانشگاه صنعتی امیرکبیر از استادان به نام دانشکده مهندسی صنایع بودند که مدتی نیز به عنوان رئیس دانشکده مهندسی صنایع امیرکبیر فعالیت نمودند. در حال حاضر دکتر اکبر اصفهانی پور، ریاست دانشکده مهندسی صنایع را بر عهده دارند.

## گرایش‌های آموزشی در مقطع کارشناسی
طبق برنامه آموزشی مصوب کمیته تخصصی مهندسی صنایع در وزارت علوم تنها یک گرایش تحت عنوان مهندسی صنایع در مقطع کارشناسی (برای تمامی دانشکده‌های مهندسی صنایع) تعریف شده و در حال حاضر نیز در دانشکده مهندسی صنایع و سیستم‌های مدیریت دانشگاه صنعتی امیرکبیر تنها همین یک گرایش برای مقطع کارشناسی وجود دارد.کل دانشجویان فارغ‌التحصیل: ۱۲۰۴ نفر، فعال: ۳۸۰ نفر، ممتاز دو رشته‌ای: ۷۱ نفر
اهداف:
- انتخاب فرایند تولید و روش‌های مونتاژ انتخاب و طراحی ابزارها و تجهیزات تولیدی
- طراحی کارخانه مشتمل بر ساختمان، ماشین‌آلات، وسائل حمل و نقل انبار مواد خام و کالاهای ساخته شده
- بهبود ساختار محصول
- توسعه و اجرای سیستم‌های ارزیابی کار و زمان
- پیاده‌سازی سیستم‌های نگهداری و تعمیرات جهت بالا بردن کارایی دستگاه‌ها
- طراحی و بهبود سیستم‌های برنامه‌ریزی و کنترل تولید موجودی و کیفیت
- طراحی و اجرای سیستم‌های مدیریت اطلاعات
- ارزیابی قابلیت اطمینان محصولات
- به‌کارگیری تکنیک‌های تحقیق در عملیات از قبیل آنالیز ریاضی، شبیه‌سازی سیستم‌ها و تئوری تصمیم‌گیری جهت افزایش کارایی سیستم‌ها
- طراحی و اجرای سیستم‌های پردازش اطلاعات
- اتوماسیون سیستم‌های اداری

## گرایش‌های آموزشی در مقطع کارشناسی ارشد
گرایش‌های مقطع کارشناسی ارشد عبارتند از:
- مهندسی صنایع
- مدیریت سیستم و بهره‌وری
- مهندسی سیستم‌های اجتماعی اقتصادی
- مهندسی مالی
- مدیریت نوآوری و فناوری
- مهندسی لجستیک و زنجیرهٔ تأمین
- مهندسی سیستم‌های سلامت

تعداد نفرات مشغول به تحصیل: ۲۸۴
به علت نزدیکی و ارتباط تنگاتنگ گرایش‌های مختلف مهندسی صنایع، موضوعات پایان‌نامه دانشجویان، بعضاً ارتباط بیشتری با گرایش‌هایی غیر از گرایش خود دانشجو داشته‌است.

### گرایش مهندسی صنایع
اهداف:
- کشف و بررسی مشکلات واحدهای صنعتی و سایر مؤسسات و سازمان‌ها.
- جستجوی ارتباط منطقی بین اجزای انواع سیستم‌های تولید و غیرتولیدی.
- برنامه‌ریزی و ارائهٔ مدل جهت کسب بهترین بازدهی از کارکرد سیستم‌ها.
- کنترل سیستم‌ها جهت پیگیری نواقص و ارائهٔ مدل مطلوب و نهایی.
- برنامه‌ریزی و شرکت در اجرای پروژه‌های تحقیقاتی صنعتی.
- ارائهٔ الگوهای مناسب برای طراحی واحدهای تولیدی عظیم کشور.

### گرایش مدیریت سیستم و بهره‌وری
اهداف:
- تصدی مدیریت واحدهای صنعتی.
- تجزیه و تحلیل مشکلات و نارسایی‌های مدیریت واحدهای صنعتی و ارائهٔ طریق برای بهبود مدیریت.
- انجام تحقیق و بررسی در زمینهٔ روش‌های مدیریت و بهبود این روش‌ها با توجه به شرایط کشور.

### گرایش مدیریت نوآوری و فناوری
این گرایش برای اولین بار در ایران در سال ۱۳۸۸ در دانشکده مهندسی صنایع دانشگاه امیرکبیر راه اندازی شد.
دروس این گرایش، شباهت زیادی به دروس ارائه شده در گرایش مدیریت سیستم و بهره‌وری و رشته MBA دارد.
اهداف:
- مدیریت پویا در واحدهای صنعتی و تجاری به خصوص در سطح بنگاه

### گرایش مهندسی سیستم‌های اقتصادی-اجتماعی
اهداف:
- انجام امور برنامه‌ریزی در دوائر مختلف برنامه‌ریزی.
- طراحی و بررسی سیستم‌های مختلف با در نظر گرفتن ابعاد مختلف آن و با توجه به نیازها، اولویت‌ها و امکانات جامعه.
- بررسی سیستم‌های مصرف انرژی
- مدیریت پروژه
- برنامه‌ریزی و سازماندهی

### گرایش مهندسی مالی
گرایش مهندسی مالی برای نخستین بار در ایران در دانشکده صنایع پلی تکنیک معرفی و ارائه شد.
مباحث موجود در این گرایش، با مباحث معمول در گرایش‌های دیگر صنایع تا حدودی متفاوت است.

## گرایش‌های آموزشی در مقطع دکتری
دانشکدهٔ مهندس صنایع در دورهٔ دکتری دارای یک گرایش «مهندسی صنایع» می‌باشد.

## فعالیتهای پژوهشی دانشکده (تا سال ۱۳۸۸)

### جوایز اهدایی به اساتید دانشکده
- استاد پژوهشگر نمونهٔ دانشگاه سال ۱۳۸۳
- استاد پژوهشگر نمونهٔ دانشگاه سال ۱۳۸۵
- استاد پژوهشگر نمونهٔ بسیجی کشور در سال ۱۳۸۶
- اعطای پایه تشویقی به خاطر ارایهٔ ۳ مقالهٔ ISI در سال ۱۳۸۶
- محقق برجستهٔ جوان دانشگاه در سال ۱۳۸۷
- عضو هیئت علمی نمونه دانشگاه‌ها و موسسات آموزش عالی پژوهشی و فناوری کشور در سال تحصیلی ۸۷–۸۸

### همکاری در کنفرانس‌های علمی
- کنفرانس مهندسی صنایع
- کنفرانس مدیریت
- کنفرانس لجستیک و زنجیرهٔ تأمین
- کنفرانس داده‌کاوی (برگزاری اولین کنفرانس داده کاوی ایران)
- کنفرانس نگهداری و تعمیرات

### همکاری در نشریات علمی
- نشریه علمی پژوهشی امیرکبیر
- نشریه علمی پژوهشی JISE
- نشریه علمی پژوهشی Journal of operations research

## اعضای هیئت علمی دانشکده[۶]
| نام                          | محل اخذ مدرک تحصیلی                 | رشته                                          |
| ---------------------------- | ----------------------------------- | --------------------------------------------- |
| عباس احمدی                   | دانشگاه واترلو کانادا               | دکترای مهندسی طراحی سیستم‌ها                   |
| اکبر اصفهانی پور             | دانشگاه مک مستر کانادا              | فوق دکتری                                     |
| عباس افرازه                  | دانشگاه Brandenburg آلمان           | دکترای مهندسی صنایع                           |
| محسن اکبرپور شیرازی          | دانشگاه صنعتی امیرکبیر (پلی تکنیک)  | دکترای مهندسی صنایع                           |
| مجید امین نیری               | دانشگاه ایالتی آیوآ شهر ایمز آمریکا | دکترای آمار و مهندسی صنایع (۲ رشته‌ای)         |
| علی اصغر توفیق               | دانشگاه میشیگان آمریکا              | دکترای مهندسی سیستم‌ها                         |
| حمید داوودپور                | ایالات متحده آمریکا                 |                                               |
| رضا رمضانی خورشید دوست       | دانشگاه کیس وسترن ریسرو آمریکا      | دکترای مهندسی سیستم‌ها و کنترل                 |
| میرمهدی سیداصفهانی           | دانشگاه برادفورد انگلستان           | دکترای مهندسی صنایع                           |
| کاوه محمد سیروس              | دانشگاه کالیفرنیای جنوبی            | دکترای مهندسی سیستم‌ها و علوم مدیریت استراتژیک |
| عباس سیفی                    | دانشگاه واترلو کانادا               | دکترای مهندسی طراحی سیستم‌ها                   |
| ناصر شمس قارنه               | دانشگاه منچستر انگلستان             | دکترای مدیریت صنایع و بهره‌وری                 |
| حمیدرضا شهابی حقیقی          | دانشگاه علوم مالزی                  | دکترای مهندسی صنایع-تکنولوژی صنعتی            |
| جمال شهرابی                  | دانشگاه Dalhousie کانادا            | دکترای مهندسی صنایع                           |
| محمدتقی فاطمی‌قمی             | دانشگاه برادفورد انگلستان           | دکترای مهندسی صنایع                           |
| داوود فدایی                  | دانشگاه گوتنبرگ آلمان غربی          | فوق دکترای مهندسی مکانیک- مکاترونیک           |
| ابوالفضل قائمی               | فرانسه                              |                                               |
| حسن قدسی پور                 | بریتانیا                            |                                               |
| بهروز کریمی                  | دانشگاه صنعتی امیرکبیر (پلی تکنیک)  | دکترای مهندسی صنایع                           |
| علی محمد کیمیاگری            | دانشگاه دوفین پاریس                 | دکترای مدیریت صنعتی                           |
| نصرالله مرعشی‌شوشتری          | ایالات متحده آمریکا                 |                                               |
| محمد معطر حسینی              | دانشگاه آستون، برمینگهام انگلستان   | دکترای رشته مهندسی تولید و مدیریت             |
| سعید منصور                   | بریتانیا                            | دکترای مهندسی مکانیک                          |
| سیدمحمدجواد میرزاپور آل هاشم | دانشگاه اِملیون (EMLYON) فرانسه      | فوق دکترای مهندسی صنایع                       |
| احسان حاجی زاده              | دانشگاه صنعتی امیرکبیر (پلی تکنیک)  | دکترای مهندسی صنایع                           |

## زمینه‌های تخصصی استادان

### امیر احمدی جاوید
مدیریت و برنامه‌ریزی زنجیره تأمین، مدیریت و طراحی سیستم‌های خدمات، توسعه پایدار، بهینه‌سازی و مدل‌سازی تصادفی، بهینه‌سازی استوار و تصادفی، آمار و احتمالات و تحقیق در عملیات

### عباس احمدی
تحلیلی و طراحی سیستم‌ها، فناوری اطلاعات، مدیریت داده و داده‌کاوی، سیستم‌های هوشمند، مدیریت زنجیرهٔ تأمین و شبیه‌سازی سیستم‌ها

### اکبر اصفهانی‌پور
مدیریت و تحلیل ریسک مالی، مهندسی مالی، مدلسازی سیستم‌های هوشمند در بازارهای مالی، تاب آوری مالی در موسسات مالی، تحلیل ریسک، مدیریت عملیات، مدیریت فرآیندهای کسب و کار

### عباس افرازه
مدیریت دانش، مدیریت منابع انسانی، مهندسی مجدد، بهبود فرایندهای کاری و مدیریت رفتار سازمانی

### محسن اکبرپور شیرازی
توسعه و کاربرد علم سیستم‌ها در شناسایی و حل مسئله، تحلیل و طراحی سیستم‌های ساختارمندمدل‌سازی سیستم‌های پیچیده، برنامه‌ریزی استراتژیک، مدیریت و مهندسی فرایند، مدیریت و مهندسی کیفیت، تحلیل و طراحی شبکه‌های حمل و نقل و تحلیل و طراحی شبکه‌های لجستیکی

### مجید امین‌نیری
اصلاح کیفیت با انجام کنترل کیفیت آماری، برنامه‌ریزی تولید sequencing برای ماشین job shop or flowshop، تحقیقات بازار، آمارگیری طرح‌های آماری برآوردهای آماری و استنتاج آماری

### علی اصغر توفیق
طراحی و توسعه نظام‌های ارزیابی انطباق کیقیت، طراحی سیستم‌های مدیریت کیفیت جامع و مدل‌های تعالی سازمانی و ارزیابی آن‌ها، مدل‌های توسعه پایدار بر مبنای استانداردهای ملی و بین‌المللی، راهبردها و استراتژی‌های توسعه کیفیت و سیستم‌های تولید و اثرات زیست‌محیطی

### حمید داوودپور
برنامه‌ریزی و کنترل تولید، طراحی کارخانه و طراحی سیستم‌های نگهداری و تعمیرات

### احسان حاجی زاده
مهندسی مالی، مالی محاسباتی، سری های زمانی مالی، مدیریت و تحلیل ریسک مالی

### رضا رمضانی خورشید دوست
تحلیل سیستم‌های پیچیده، تحلیل سیستم‌های ساختارمند، مطالعات راهبردی، مطالعات سازمانی، مدل‌سازی ریاضی – منطقی و مطالعات فناوری اطلاعات و ارتباطات

### میرمهدی سیداصفهانی
مدلینگ، قابلیت اطمینان و سیستم

### کاوه محمد سیروس
برنامه‌ریزی استراتژیک، مدل تعالی سازمان، شایستگی محوری، عوامل کلیدی موفقیت و دورهٔ عمر سازمان

### عباس سیفی
بهینه‌سازی سیستم‌های مهندسی (MDO)، بهینه‌سازی استوار (Robust Optimization)، طراحی بهینه آزمایش‌های آماری، مهندسی کیفیت و پایایی سیستم‌ها، Quality Engineering، مدل‌سازی و شبیه‌سازی سیستم‌های دینامیکی

### ناصر شمس قارنه
مدیریت آموزشی و اداری، بهره‌وری، اقتصادسنجی، اقتصاد خرد و کلان و Benchmarking

### حمیدرضا شهابی حقیقی
تکنولوژی پیشرفته، مترولوژی، برنامه‌ریزی نگهداری و تعمیرات و مدیریت خلاقیت و نوآوری

### جمال شهرابی
تکنولوژی اطلاعات مکانی، آنالیزهای مکان محور، داده‌کاوی، آنالیزهای چند متغیره داده، طراحی سیستم‌های مشتری‌مدار، تحقیقات کمی و کیفی بازار، طراحی سیستم‌های دینامیک پیش‌بینی و آنالیز تصمیم‌گیری و ریسک

### محمدحسین فاضل‌زرندی
داده‌کاوی کلاسیک و فازی، طراحی سیستم‌های فازی نوع اول و نوع دوم، سیستم‌های اطلاعات وب محور، عوامل هوشمند، طراحی سیستم‌های پشتیبانی تصمیم و سیستم‌های اطلاعات مدیریت، تشخیص الگو و خوشه‌بندی فازی، سیستم‌های مجازی، الگوریتم‌های تکاملی فازی، سیستم‌های اطلاعات توزیع شده شبکه‌ای و سیستم‌های زمان‌بندی هوشمند

### محمدتقی فاطمی‌قمی
شبکه‌های احتمالی، برنامه‌ریزی تولید، طراحی و تجزیه و تحلیل سیستم‌ها، کنترل کیفیت آماری، سیستم‌های صف، کنترل پروژه و کنترل تولید و موجودی‌ها

### داوود فدایی
طراحی و ساخت تجهیزات، انرژی‌های تجدیدپذیر، کارآفرینی، مدیریت انرژی و بهره‌وری از طریق کاهش هزینهٔ تولید و نوآوری
دکتر داوود فدایی، ریاست انجمن صنایع خورشیدی ایران را بر عهده دارند.
همچنین رئیس دانشگاه علمی کاربردی واحد ارس و همچنین مشاور عالی گروه امیکو

### ابوالفضل قائمی
بهینه‌یابی مدل‌های ریاضی با تأکید بر مسائل مهندسی نفت و تحقیق در عملیات

### حسن قدسی‌پور
برنامه‌ریزی چندهدفه (قطعی و فازی)، برنامه‌ریزی چندشاخصه (مانند AHP و Topsis و…)، مباحث مرتبط با مدیریت زنجیرهٔ تأمین و مدیریت پروژه

### بهروز کریمی
زنجیرهٔ تأمین و لجستیک، برنامه‌ریزی و کنترل تولید و موجودی‌ها و تئوری و کاربرد روش‌های متاهیورستیک
تحقیق در عملیات

### علی‌محمد کیمیاگری
مدل‌های اقتصادسنجی، برنامه‌ریزی استراتژیک بنچ مارکینگ، مدیریت تکنولوژیک و بهره‌وری

### نصرال... مرعشی‌شوشتری
مطالعهٔ کار و روش‌ها، زمان‌سنجی، مهندسی خطوط تولیدی، برنامه‌ریزی استراتژیک، ارگونومی، مهندسی بهره‌وری و طراحی ایستگاه‌های کاری و خطوط تولیدی

### محمد معطرحسینی
استراتژی تولید و عملیات، استراتژی بخش صنعت، مدل‌های کمی در استراتژی تولید، سیستم‌های تولید مبتنی بر JIT، سیستم تولید هولونیک (خود سامان)، سیستم تولید سلولی و لجستیک و زنجیرهٔ تأمین

### سیدمحمدجواد میرزاپور آل هاشم
مدلسازی و بهینه سازی (خطی، غیرخطی، عددصحیح، استوار، تصادفی، چندسطحی)، لجستیک و زنجیره تأمین (سبز، پایدار، جهانی)، برنامه‌ریزی و کنترل تولید و موجودی ها

### سعید منصور
مدیریت پایان عمر محصول، تولید پایدار، چرخه تکوین محصول، Design for X، مهندسی مجدد فرایندها و تولید دیجیتالی

## آزمایشگاه داده کاوی
این آزمایشگاه، جدیدترین آزمایشگاه دانشکده‌است که در سال ۱۳۹۰، همزمان با برگزاری پنجمین کنفرانس داده کاوی ایران در دانشگاه صنعتی امیرکبیر، با پیگیری‌های جمال شهرابی افتتاح گردید.

## آزمایشگاه ارزیابی کار و زمان
موضوعات تحقیقاتی:
بررسی روش‌های مختلف انجام کار، آنالیز عملیات، ایجاد طرح‌های مناسب با رعایت اصول اقتصادی حرکت در رابطه با بدن انسان، طراحی ایستگاه‌های کاری و ماشین آلات و ابزار، آنالیز حرکات، تعیین داده‌های زمانی استاندارد با استفاده از سیستم‌های مشاهدهٔ مستقیم و سیستم‌های زمان‌های از پیش تعیین شده برای حرکات، آنالیز زمان‌سنجی و نحوهٔ مقایسهٔ آن‌ها، انتخاب سیستم زمان‌سنجی، آنالیز زمان جابجایی مواد با جرثقیل‌ها و تراک‌های دستی و نحوهٔ الگوسازی زمانی از طریق سیستم‌های: MTM-C،MTM-M،STOP WATCH,BASIC MOST,MTM-1،MAXI MOST,MINI MOST

## آزمایشگاه طراحی کارخانه و حمل و نقل مواد
موضوعات تحقیقاتی:
نحوهٔ طراحی کارخانه از ابتدا تا انتها بوسیلهٔ سیستم SLP، آنالیز جابجایی مواد از طریق سیستم SHA، انجام عملی آزمایش‌ها به صورت نقشه‌کشی، ماکت دوبعدی، ماکت سه‌بعدی، آنالیز استقرار ماشین‌آلات در سیستم‌های مختلف تولید اجرای برنامه‌های کامپیوتری، طرح سیستم‌های AGV، سیستم‌های اطلاعاتی انبار، طراحی فیزیکی انبارها، وسایل جابجایی مواد از نوار نقاله تا جرثقیل‌ها، طراحی قفسه‌ها، بهینه‌سازی استفاده از فضای کاری و استقرار ماشین‌آلات در خطوط FMS

## آزمایشگاه ارگونومی و سیستم‌های انسان-ماشین
موضوعات تحقیقاتی:
آنالیز فیزیولوژیک بدن، آنالیز انسان در محیط کار از دید ایجاد بهبود در سیستم با استفاده از پارامترهای ماکرو مانند صوت، ارتعاش، گرما و …، آنالیز روابط انسان و ماشین در برخورد با نمایشگرها، طراحی ابزار و وسایل دستی، تعیین دامنه و توانایی دید، سنجش میزان گردوغبار، تست‌های فیزیولوژیک بدن، سنجش وضعیت فیزیکی انسان در پروتکل مختلف، بهداشت صنعتی و ارگونومی، انجام تست‌های مربوط به توانایی فیزیکی انسان در محفظهٔ محیطیریا، آنالیز ارگونومیک سیستم‌های جنبی در خودروها و آنتروپومتری

## آزمایشگاه سیستم‌های مدرن تولیدی
موضوعات تحقیقاتی:
نحوهٔ استفاده از ماشین‌های NC و CNC و برنامه‌ریزی کامپیوتری بروی آن‌ها، اصول طراحی خطوط FMS، کاربرد ربات‌ها، مفهوم و کاربرد CIMS در خطوط تولیدی مدرن، آنالیز حرکات ربات‌ها، تعادل و عدم تعادل در خطوط تولیدی مدرن، به کارگیری سیستم‌های AGV در خطوط تولیدی مدرن، انبارهای مدرن و سیستم‌های اتوماتیک، نوار نقاله و مفهوم CAD/CAM و کاربرد آن

## آزمایشگاه اندازه‌گیری دقیق و کنترل کیفیت
موضوعات تحقیقاتی:
آشنایی با وسایل و تجهیزات اندازه‌گیری دقیق، هدف از اندازه‌گیری‌های دقیق، اسامی و مشخصات تجهیزات مختلف مورد استفاده در اندازه‌گیری‌های دقیق و چگونگی کار کردن با این تجهیزات، خطاها-دقت‌ها و سایر مؤلفه‌های تأثیرگذار در اندازه‌گیری، چگونگی استفاده از جداول استاندارد مورد استفاده در اندازه‌گیری و کار با تجهیزات اندازه‌گیری دقیق

## کتاب‌خانهٔ دانشکده
امکانات کتابخانه:
- ۷۲۰۰ جلد کتاب

موضوعات کتاب‌ها شامل: حسابداری، آمار و روش‌های آماری، تئوری احتمالات، رسم فنی، طرح‌ریزی واحدهای صنعتی، برنامه‌ریزی خطی، مدیریت، اقتصاد، فرهنگ علوم اقتصادی، فرهنگ حسابداری و کتاب‌های «Hand Book» مهندسی می‌باشد.
- ۶۶ عنوان مجلهٔ داخلی و خارجی

## سایت رایانهٔ دانشکده
این دانشکده، شامل سه سایت رایانه‌است که به هر مقطع آموزشی اختصاص داده شده‌است. تعداد رایانه و فضای اختصاص داده شده برای سایت، مناسب می‌باشد.

## فعالیت‌های فرادرسی در دانشکده
در این دانشکده، برخی دانشجویان، علاوه بر درس‌های معمول دانشکده، به فعالیت‌های فرادرسی نیز درون دانشکده مشغول هستند.

نهادهای رسمی برای این‌گونه فعالیت‌ها عبارتند از:

## انجمن علمی (مصاف)
انجمن علمی دانشکده با نام مصاف (مهندسین صنایع ایران فردا) فعالیت می‌کند.

برخی فعالیت‌های این گروه عبارتست از:
- جمع‌آوری، تهیه و چاپ مقالات در قالب مجلهٔ مصاف
- برگزاری سمینارهای تخصصی مانند: QFD, PM, AI, SCM, JIT, ERP,AM/PM و… در دانشکده و دانشگاه‌ها
- برگزاری بازدیدهای علمی از واحدهای صنعتی، کارخانجات و…
- کلاس‌های آموزشی نرم‌افزارهای مختلف
- تشکیل گروه‌های پژوهشی
- برگزاری دوره‌های تخصصی مهندسی صنایع
- برگزاری همایش سالانه دانشجویی مهندسی صنایع
- تشکیل گروه‌های پژوهشی سیستم، مهندسی ارزش (VE)، مدیریت زنجیره تأمین (SCM)، مدیریت پروژه(PM)، بهینه‌سازی (Opt)، مدیریت عملیات(OM)، مدیریت استراتژیک، EFQM، و…

اعضای انجمن علمی، ۵ نفر هستند که هر سال در انتخابات در سطح دانشکده انتخاب می‌شوند.

## شورای صنفی
شورای صنفی دانشکده صنایع، شامل ۵ نفر است که در انتخابات سالانه در سطح دانشکده انتخاب می‌شوند.

در انتخابات پایان سال تحصیلی ۹۰–۱۳۸۹ شورای صنفی دانشکده، به علت تقلب قبل از انتخابات و رد صلاحیت برخی کاندیداها توسط شورای صنفی کل، انتخابات برگزار نشد واین شورا منحل شد. اما نهایتاً پس از دو دوره، انتخابات شورای صنفی دانشکده که در دوم خرداد ۱۳۹۱ برگزار شد، منجر به احیای مجدد این شورای صنفی شد.

این شورا شامل کمیته‌های آموزش و تحصیلات تکمیلی، مالی و روابط عمومی، ورزش، اشتغال و ارتباط با صنعت و صنفی-رفاهی می‌باشد.

## دانش آموختگان سرشناس
- حمید چیت چیان، وزیر نیرو در دوره ریاست جمهوری حسن روحانی
- سیدفرهنگ فصیحی[پیوند مرده]، معاون سابق برنامه‌ریزی صندوق نوآوری و شکوفایی ریاست جمهوری
- هاشم یکه زارع، مدیر عامل گروه صنعتی ایران خودرو
- جواد نجم الدین، مدیر عامل سابق گروه صنعتی ایران خودرو
- مهدی غضنفری، وزیر سابق بازرگانی و وزیر صنعت، معدن و تجارت در دوره ریاست جمهوری محمود احمدی‌نژاد
- امیر احمدی جاوید، عضو هیئت علمی دانشگاه صنعتی امیرکبیر
- کورش عشقی، عضو هیئت علمی دانشگاه صنعتی شریف
- بهروز کریمی، عضو هیئت علمی دانشگاه صنعتی امیرکبیر
- محمدحسین واقف‌زاده، معاون پژوهش،برنامه‌ریزی و فناوری سازمان اسناد و کتابخانه ملی جمهوری اسلامی ایران
- بهزاد اشجری، عضو هیئت علمی دانشگاه صنعتی امیرکبیر واحد تفرش
- محسن اکبرپور شیرازی، عضو هیئت علمی دانشگاه صنعتی امیرکبیر
- سیدعلی ترابی، عضو هیئت علمی دانشگاه تهران
- مصطفی زندیه، عضو هیئت علمی دانشگاه شهید بهشتی
- محمدرضا غلامیان، عضو هیئت علمی دانشگاه علم و صنعت
- ابوالفضل میرزازاده، عضو هیئت علمی دانشگاه خوارزمی
- علیرضا ارشدی خمسه، عضو هیئت علمی دانشگاه خوارزمی
- محمد محمدی، عضو هیئت علمی دانشگاه خوارزمی
- بهمن نادری، عضو هیئت علمی دانشگاه خوارزمی
- سیامک حاجی یخچالی، عضو هیئت علمی دانشگاه تهران
- محمد حسن شانه ساز زاده، بنیان‌گذار و مالک شرکت خدمات اینترنتی شاتل
- علی نوری، مدیر عامل فعلی شرکت فن آوا کارت
- علی تیماج چی، مدیرعامل شرکت دانش بنیان فرانگر ساناتک